# Pelargoderus assimilis
Pelargoderus assimilis är en skalbaggsart som beskrevs av Aurivillius 1908. Pelargoderus assimilis ingår i släktet Pelargoderus och familjen långhorningar. Inga underarter finns listade i Catalogue of Life.